# Municipio de Concord (condado de Delaware, Ohio)
El municipio de Concord (en inglés: Concord Township) es un municipio ubicado en el condado de Delaware en el estado estadounidense de Ohio. En el año 2010 tenía una población de 9294 habitantes y una densidad poblacional de 160,82 personas por km².

## Geografía
El municipio de Concord se encuentra ubicado en las coordenadas 40°13′1″N 83°8′47″O / 40.21694, -83.14639. Según la Oficina del Censo de los Estados Unidos, el municipio tiene una superficie total de 57.79 km², de la cual 54.71 km² corresponden a tierra firme y (5.32%) 3.08 km² es agua.

## Demografía
Según el censo de 2010, había 9294 personas residiendo en el municipio de Concord. La densidad de población era de 160,82 hab./km². De los 9294 habitantes, el municipio de Concord estaba compuesto por el 90.13% blancos, el 2.55% eran afroamericanos, el 0.28% eran amerindios, el 4.99% eran asiáticos, el 0.01% eran isleños del Pacífico, el 0.38% eran de otras razas y el 1.66% pertenecían a dos o más razas. Del total de la población el 1.69% eran hispanos o latinos de cualquier raza.